# Thymus pallescens
Thymus pallescens — вид рослин родини глухокропивові (Lamiaceae), поширений у північному Алжирі й Тунісі.

## Поширення
Поширений у північному Алжирі й Тунісі.